# Coralie Frasse-Sombet
Coralie Frasse-Sombet, née le 8 avril 1991 à Saint-Martin-d'Hères en Isère, est une skieuse alpine française, licenciée à Chamrousse. Elle a intégré l'équipe de France de Coupe du monde de ski alpin lors de la saison 2012-2013 et met un terme à sa carrière à l'issue de la saison 2022-2023.

## Carrière
Issue d'une famille dauphinoise, Coralie Frasse-Sombet passe son enfance à Saint-Ismier  et baigne très vite dans le monde du ski : dès ses cinq ans elle intègre le club de ski de Chamrousse  (dont sa mère occupera la présidence un temps) et a un parcours qui la destine à une carrière de skieuse avec des titres de championne de France dans les catégories de jeunes (benjamin, minime et cadet).

Coralie Frasse-Sombet connaît sa première sélection en équipe de France pour une épreuve de Coupe d'Europe à l'âge de 16 ans : il s'agit du super G de Davos le 14 décembre 2007, où elle se classe 39e. Quelques semaines plus tard, elle se blesse au genou ce qui marque un coup d'arrêt dans sa progression. Ses sélections suivantes ne surviennent que deux ans plus tard, les 4 et 5 décembre 2009 pour le slalom géant puis le super combiné de Kvitfjell (36e et 18e). À partir de cette date, elle est régulièrement sélectionnée.
Sa première sélection en équipe de France pour une épreuve de Coupe du monde a lieu le 27 octobre 2012, pour le slalom géant d'ouverture de la saison à Sölden.
Un mois plus tard (le 30 novembre 2012), elle signe son premier podium de Coupe d'Europe avec la deuxième place du slalom géant de Kvitfjell, puis elle remonte sur la deuxième marche du podium le mois suivant lors du slalom géant de Courchevel. La première victoire arrive lors de la dernière étape de cette même saison 2012-2013 à Sotchi, toujours en slalom-géant (le 14 mars 2013). Cette belle saison se conclut par une 3e place au classement de slalom géant de Coupe d'Europe, classement qui lui offre une place nominative pour la Coupe du monde. Elle intègre donc l'équipe technique de l'équipe de France A pour la saison 2013-2014.
Sa carrière connaît un coup d'arrêt brutal quand, en octobre 2013, elle se blesse au genou et doit renoncer à sa saison.
Deux saisons après ses débuts en Coupe du Monde, pour son 11e départ (tous en géant) lors du dernier slalom géant de la saison (Åre le 13 mars 2015), elle se qualifie pour la première fois pour une seconde manche puis inscrit ses (6) premiers points de Coupe du Monde grâce à sa 25e place.
Si, lors des coupes continentales, Coralie Frasse-Sombet participe à différents types d'épreuves (essentiellement slalom géant, super-géant et super-combiné, plus rarement slalom et descente), elle n'est jusqu'en 2015 retenue que pour les épreuves de slalom géant en Coupe du Monde.
La saison 2015-2016 voit cet état de fait changer puisqu'elle prend, le 7 février 2016, le départ de sa première épreuve de vitesse de coupe du monde lors du super-G de Garmisch-Partenkirchen. C'est un succès puisqu'elle s'y classe 18e et meilleure française de l'épreuve. C'est également son nouveau meilleur résultat en coupe du monde, effaçant sa 21e place du slalom géant de Lienz un peu plus tôt (le 28 décembre 2015) dans la saison.
La saison 2016-2017 commence sur les mêmes bases de progression que la précédente : lors du slalom géant d'ouverture de Sölden elle se classe 11e, ce qui devient son nouveau meilleur résultat en Coupe du Monde. La suite est plus mitigée, Coralie Frasse-Sombet enchaîne des résultats réguliers, 11e place au géant de Semmering, 13e à celui de Sestrière mais elle regrette de mauvaises premières manches qui l'empêchent de faire de meilleurs résultats. La poursuite de sa saison prend cours à Maribor, en Slovénie, début 2017, la skieuse de Chamrousse termine 10e du géant et bat une nouvelle fois son record en Coupe du monde. Après cette satisfaction, les déceptions s'enchaînent, notamment en super-G à Val d'Isère, Garmisch-Partenkirchen et Cortina. Le géant est, lui, synonyme de déception, en effet Frasse-Sombet fait une sortie de course à Kronplatz alors qu'elle était en première position au second intermédiaire. Plus dure est sa contre-performance aux championnats du monde de Saint-Moritz où elle fait, dès les premières portes, une sortie de piste. En fin de saison, la skieuse se relance complètement. Aux Etats-Unis, elle fait tout d'abord une 22e place à Squaw-Valley, si la performance n'est pas exceptionnelle elle a le mérite de permettre à la skieuse de tirer un trait sur ses récentes déceptions. Dans cet élan, elle prend la 9e place à Aspen, bat de nouveau son record en Coupe du monde. Quelques jours plus tard, elle décroche son premier podium en coupe du monde lors du slalom parallèle par équipes, et conclut sa saison de la meilleure des manières,.
Coralie Frasse-Sombet se blesse au genou gauche en octobre lors de la préparation du géant d'ouverture de Sölden et ne peux prendre le départ des deux premiers géants de la saison. Elle ne commence finalement sa saison qu'en décembre à Courchevel, où en plus du géant elle participe au slalom parallèle (32e elle ne marque qu'un point, son premier dans la discipline. Elle participe ainsi au cinq géants restants jusqu'au Jeux olympiques, toujours dans les points et avec pour meilleur résultat une 18e places à Kranjska Gora. Elle ski sans être totalement guérie, et finalement ses ligaments croisés du genou gauche lâchent une nouvelle fois, et mettent un terme à sa saison la privant d'une éventuelle première sélection olympique.
Elle met un terme à sa carrière à l'issue de la saison 2022-2023.

## Vie extra-sportive
En parallèle de sa carrière sportive, Coralie Frasse-Sombet a obtenu un DUT de gestion d'entreprise et administration à l’université de Grenoble.
Elle poursuit depuis des études en biologie à l'Université Grenoble Alpes.[citation nécessaire]

## Palmarès

### Championnats du monde
| Épreuve / Édition | Saint-Moritz 2017 | Åre 2019 |
| Slalom géant      | abandon           | 9e       |

### Coupe du monde
- Meilleur classement général : 55e en 2017.
- Meilleur classement de slalom géant : 17e en 2017.
- Meilleur résultat sur une épreuve : 9e en 2017.
- 1 podium en épreuve par équipes.

#### Classements
| Saison / Épreuve | Général | Général | Descente | Descente | Slalom | Slalom | Slalom géant | Slalom géant | Super G | Super G | Combiné | Combiné |
| ---------------- | ------- | ------- | -------- | -------- | ------ | ------ | ------------ | ------------ | ------- | ------- | ------- | ------- |
| Saison / Épreuve | Class.  | Points  | Class.   | Points   | Class. | Points | Class.       | Points       | Class.  | Points  | Class.  | Points  |
| 2015             | 110e    | 6       | -        | -        | -      | -      | 43e          | 6            | -       | -       | -       | -       |
| 2016             | 82e     | 54      | -        | -        | -      | -      | 36e          | 31           | 35e     | 23      | -       | -       |
| 2017             | 55e     | 143     | -        | -        | -      | -      | 17e          | 141          | 57e     | 2       | -       | -       |
| 2018             | 88e     | 37      | -        | -        | 60e    | 1      | 30e          | 36           | -       | -       | -       | -       |
| 2019             | 68e     | 70      | -        | -        | -      | -      | 25e          | 70           | -       | -       | -       | -       |

### Coupe d'Europe
- Vainqueur du slalom-géant de Sotchi en 2013.
- 3e du classement de slalom géant en 2013.
- 3e du classement de slalom géant en 2016.

### Championnats de France

#### Elite
- Vice-championne de France de super géant en 2016.
- 3e aux championnats de France de slalom géant en 2015.
- 4e aux championnats de France de slalom géant en 2013.

#### Jeunes
2 titres de Championne de France